# مقاطعة تشيساغو (مينيسوتا)
مقاطعة تشيساغو (بالإنجليزية: Chisago County)‏ هي إحدى مقاطعات ولاية مينيسوتا في الولايات المتحدة الأمريكية.